# Chatham (Kent)
Pour les articles homonymes, voir Chatham.
Ne doit pas être confondu avec Chatham-Kent.
Chatham (prononcer tchat-eum) est une composante importante de la conurbation de Medway, dans le Kent, en Angleterre. Cette ville s'est constituée autour d'un important arsenal sur la Medway au XVIIe siècle.
Bien que l'arsenal ait depuis longtemps cédé la place à un quartier résidentiel et d'affaires, ses principaux bâtiments et hangars ont été préservés ; de sorte que, par delà ses fonctions urbaines modernes, l’importance historique de l’arsenal perdure.
Chatham, outre son caractère maritime, était aussi une ville de garnison : elle abritait plusieurs casernes, plusieurs forts du XIXe siècle censés protéger l'arsenal en cas d'invasion. L'école du génie militaire était également basée à Chatham.
De nos jours, la ville est reliée à un important réseau routier et ferroviaire. Le quartier de la gare et de la gare routière est très animé : il regroupe la cité administrative de la communauté urbaine de Medway (Medway unitary authority), et le plus grand centre commercial de la région.

## Toponymie
Plusieurs théories s'affrontent quant à l'origine du toponyme de Chatham. Le nom apparaît sous la forme Cetham en 880, dérivé du gaulois ceto et du vieil anglais ham qui désigne une colonie forestière. L’origine du mot Chatham se rattache peut-être à l'ethnie des Catti ou Chatti, dont une partie a émigré dans les Îles Britanniques. Une autre interprétation fait dériver le toponyme des deux mots saxons cyte (« résidence »), et ham, « village » : un village résidentiel. Le Domesday Book mentionne pour sa part le domaine de Ceteham.

## Histoire
Chatham se trouve sur la voie romaine de Watling Street, qui menait à Londres : des fouilles archéologiques y ont mis au jour un cimetière romain. Lors de la conquête normande, Guillaume le Conquérant confia le manoir saxon de Chatham au comte Godwin.
Jusqu'au XVIe siècle, Chatham ne fut qu'un village parmi d'autres au bord de la rivière, jusqu'à ce que la Couronne d'Angleterre s'avise d'y construire ses vaisseaux de guerre : la localité était en effet située juste en face des côtes de Flandres. Promu officiellement au rang d'arsenal royal par la reine Élisabeth en 1568, Chatham, qui n'était d'abord qu'un atelier de réparation, devint un chantier naval à part entière, qui s'étendit continuellement jusqu'à la fin du XIXe siècle. À son apogée, l'arsenal employait des milliers d'ouvriers et mit à la mer des centaines de vaisseaux, dont le HMS Victory dans les années 1760. Après la Première Guerre mondiale, plusieurs sous-marins y furent également assemblés.

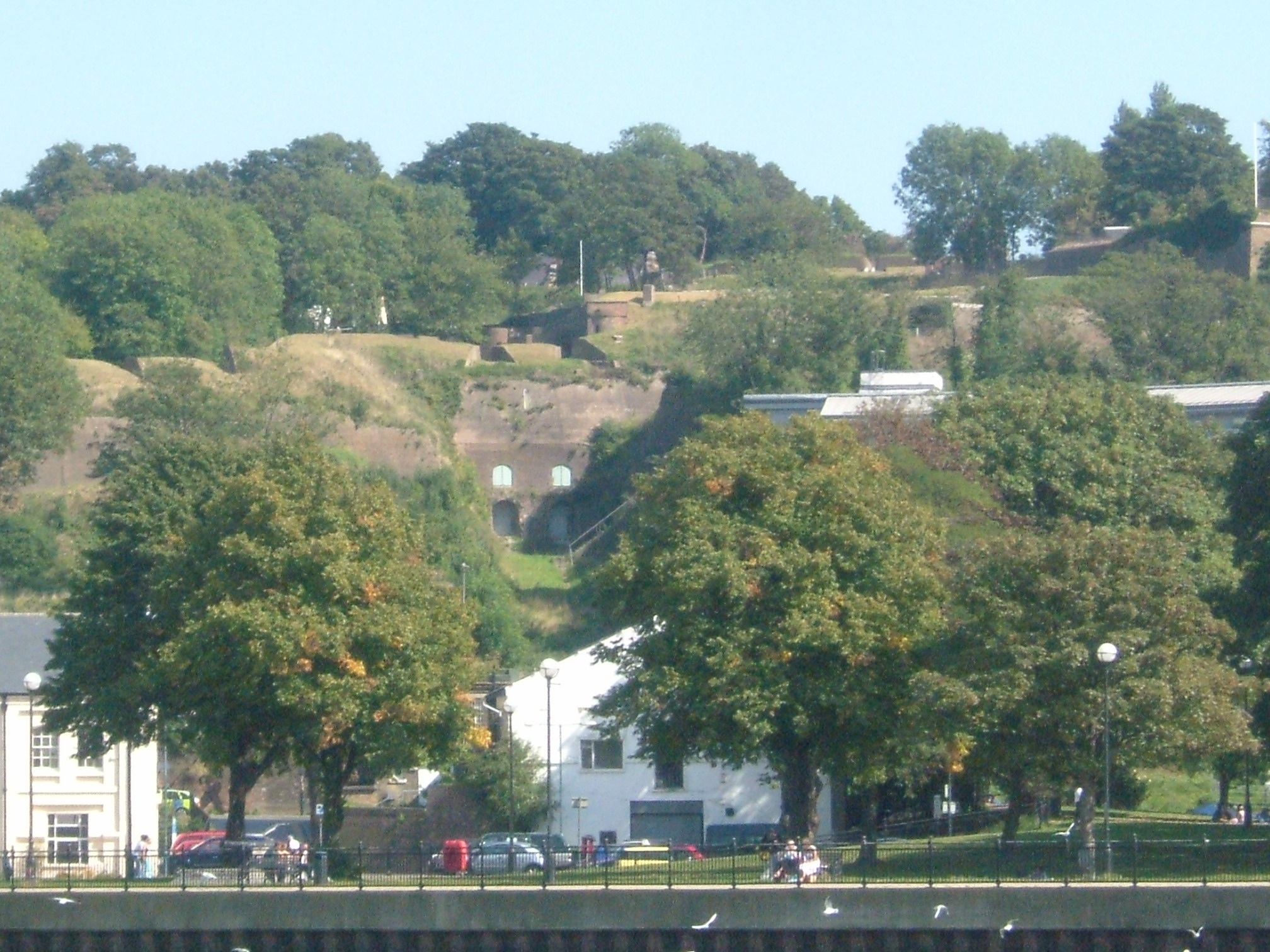
Vue sur les quais depuis la jetée de Sun Pier le long de Great Barrier Ditch, surplombé par les batteries de Fort Amherst.

L'arsenal fut muni de fortifications importantes : l’édification d’Upnor Castle (en) remonte à 1567, mais le raid sur la Medway décidé par Johan de Witt et son frère (1667) démontra qu'il était insuffisant. Ainsi, les fortifications, qui se perfectionnaient à mesure que les menaces d'invasion s'intensifiaient, furent reprises complètement en 1756 pour former un complexe bastionné s’étendant du col de la péninsule formée par le méandre de la Medway au fort Amherst (en). Au XIXe siècle, on construisit plusieurs fortins supplémentaires pour contrer la possibilité d'un assaut terrestre depuis le front sud.
Le révérend John Chafy (1719-1782) après ses études au King's College devint vicaire de Chatham et, en 1749, vicaire de Great Bricett dans le Suffolk. Il est représenté par Thomas Gainsborough, en train de jouer du violoncelle.
La deuxième phase de fortification (1806-1819) donna le jour au Fort Pitt (plus tard reconverti en hôpital, et qui hébergea les locaux de l'École de Médecine Militaire, Army Medical School). La Commission Royale de Défense du Royaume-Uni de 1859 décida d'établir une troisième enceinte de forts : parmi ceux-ci, Fort Luton (en), Fort Bridgewood (en), et Fort Borstal (en). Ces fortifications requéraient l'entretien d'un contingent considérable, et exigeaient donc la présence de multiples casernes : les Kitchener Barracks (ouvertes vers 1750-1780), les Royal Marine Barracks (vers 1780), les Melville Barracks et le quartier Brompton des artilleurs (1806). Il y avait aussi deux casernes de marine : H.M.S. Collingwood et H.M.S. Pembroke.
Compte tenu de l'importance de la main d'œuvre requise, le petit village de Chatham, comme les localités environnantes, se peupla. Des tramways, puis des bus les reliaient entre elles pour acheminer les travailleurs. On distingue encore les effets de cette croissance dans les quartiers situés entre High Street et Luton village, dont les rues sont bordées de façades de l’époque victorienne.
Avec la réduction et le transfert graduel de l'activité maritime britannique, l'arsenal de Chatham perdit de son importance jusqu'à ce qu'en 1984 il ferme définitivement. On conserva les bâtiments en vue d'en faire un musée industriel (géré par le Chatham Historic Dockyard Trust), et le site est aujourd'hui classé au Patrimoine mondial de l'UNESCO. L’Île Sainte-Marie a été reconvertie en marina, et les autres emprises ont été adjugées à des sociétés immobilières et des commerces.

## Administration

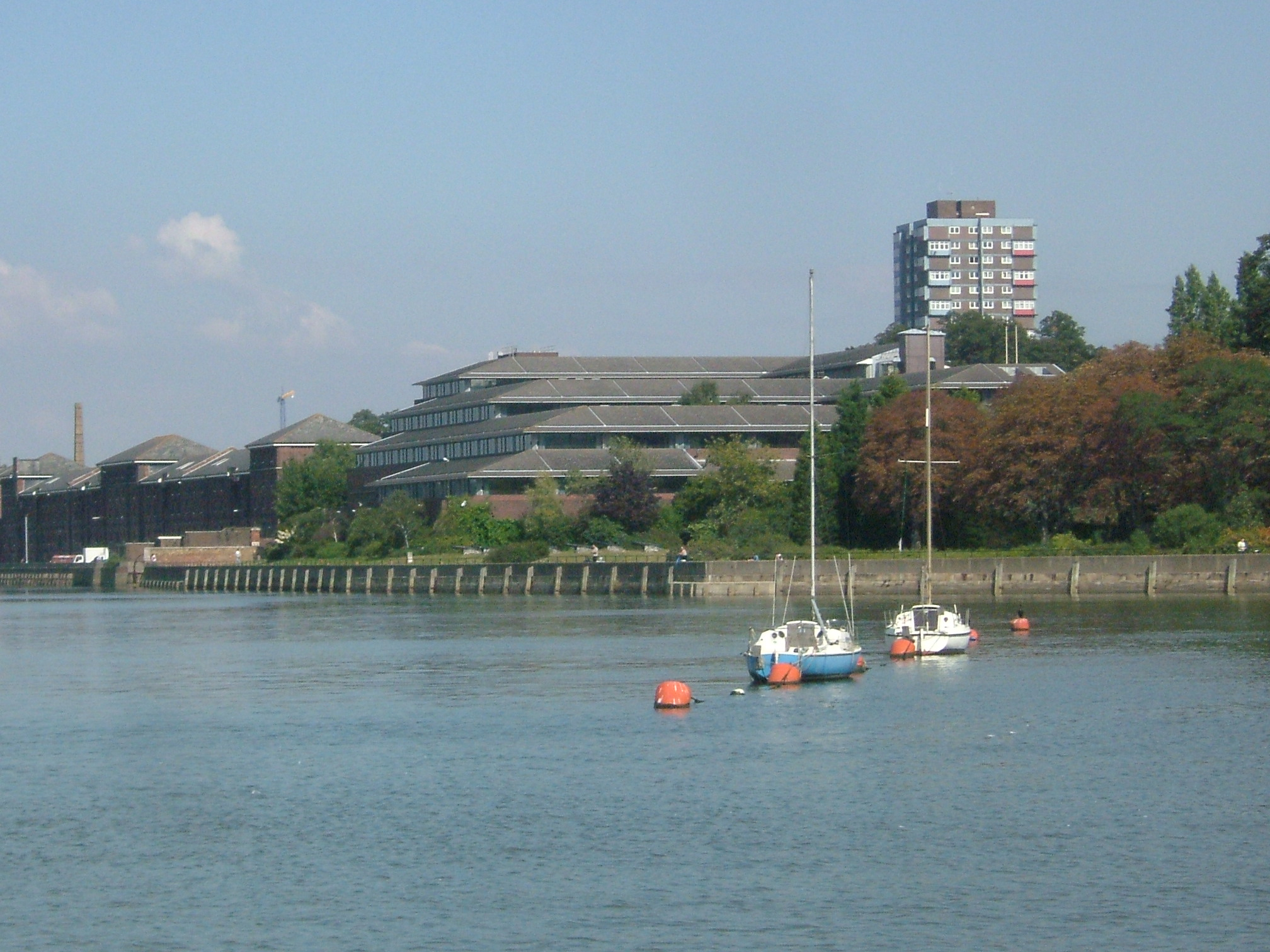
Gun Wharf : le siège du Medway Council.

Depuis le 1er avril 1974, Chatham n’est plus une commune autonome, en vertu du Local Government Act de 1972 qui l’a rattachée à un arrondissement (borough) de la communauté urbaine de Medway. Cet arrondissement s'est appelé successivement « Borough of Rochester-upon-Medway (en) » (1979), « City of Rochester-upon-Medway » (1982), et finalement « Administration autonome de Medway ». Le conseil d'agglomération de Medway a déménagé récemment sur le Gun Wharf, site primitif de l'arsenal.

## Géographie
Chatham a pris naissance au point où la dépression des North Downs intercepte la Medway, qui à cet endroit s'écoule suivant un axe nord-sud. Cette situation confère à la berge en rive droite des avantages considérables : par rapport à la rive opposée, la rivière y est profonde et rapide. L'image ci-contre, une photo ancienne de la localité, est prise depuis l'emplacement actuel du Fort Pitt La ville, en contrebas, est bâtie autour des berges et recouvre un ancien ruisseau (« The Brook ») qui courait selon un axe sud-est, et à l'emplacement duquel se trouve aujourd'hui le boulevard de High Street. Par delà les arsenaux, il y avait un terrain marécageux, appelé aujourd'hui l’Île Sainte-Marie. La rue de New Road forme un carrefour que l'on distingue un peu en dessous du centre de l'image.
L'illustration (2) est prise depuis l'autre côté de la vallée : à droite le centre administratif du Pentagon Centre, avec Fort Pitt à l'arrière-plan un peu à gauche. Rochester se trouve à l'horizon à gauche et Frindsbury à flanc de coteau à droite.
Cette vallée se prolonge en direction du sud-est par Luton Valley et Capstone Valley. Les coteaux calcaires du versant nord, dits Darland Banks sont des pâturages. La photo (3), prise depuis ces coteaux, montre le village avec ses alignements de maisons victoriennes. À l'arrière-plan, on aperçoit les coteaux des Daisy Banks et Coney Banks, qui ont été couverts de quelques forts, dont Fort Luton, au milieu des arbres à gauche.

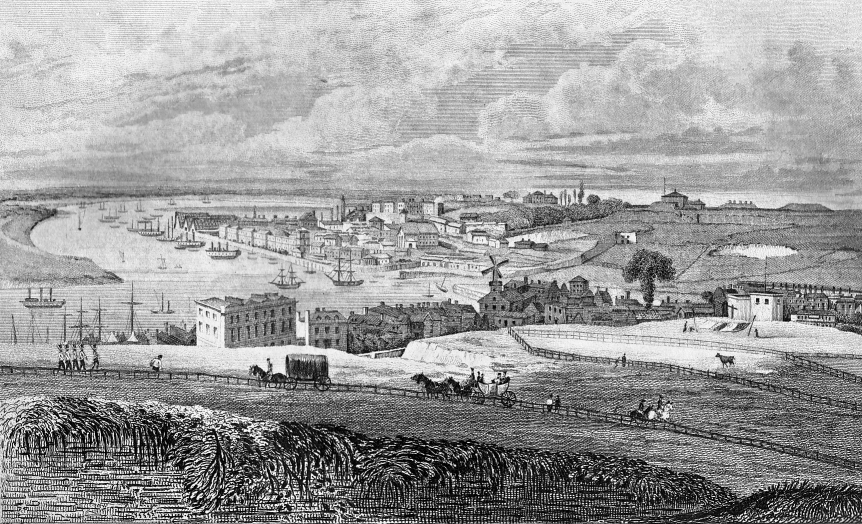
(1) L'arsenal de Chatham, vu depuis Fort Pitt vers 1830[13].
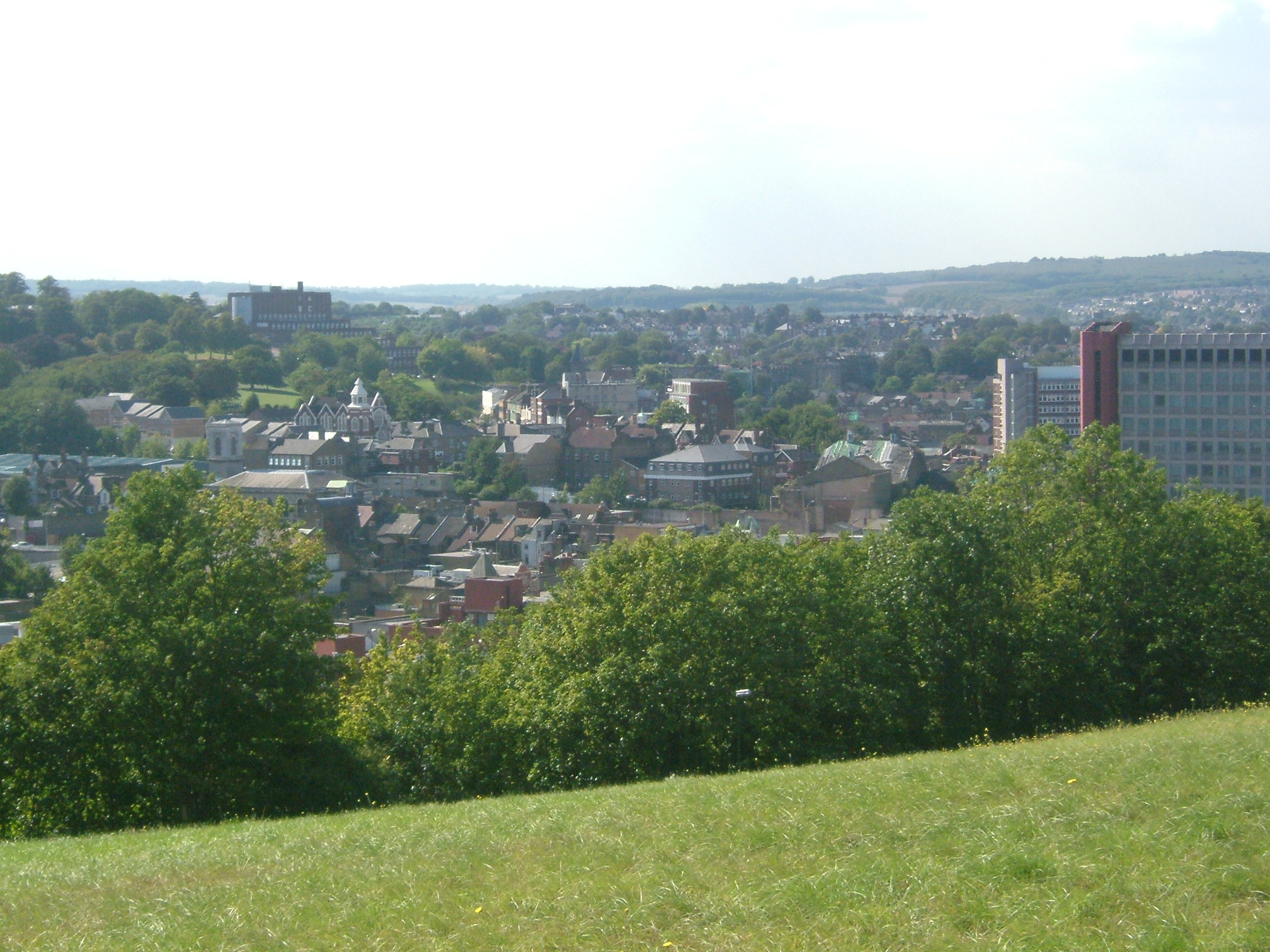
(2) Le centre-ville de Chatham depuis les Great Lines, ligne fortifiée dominant la ville.
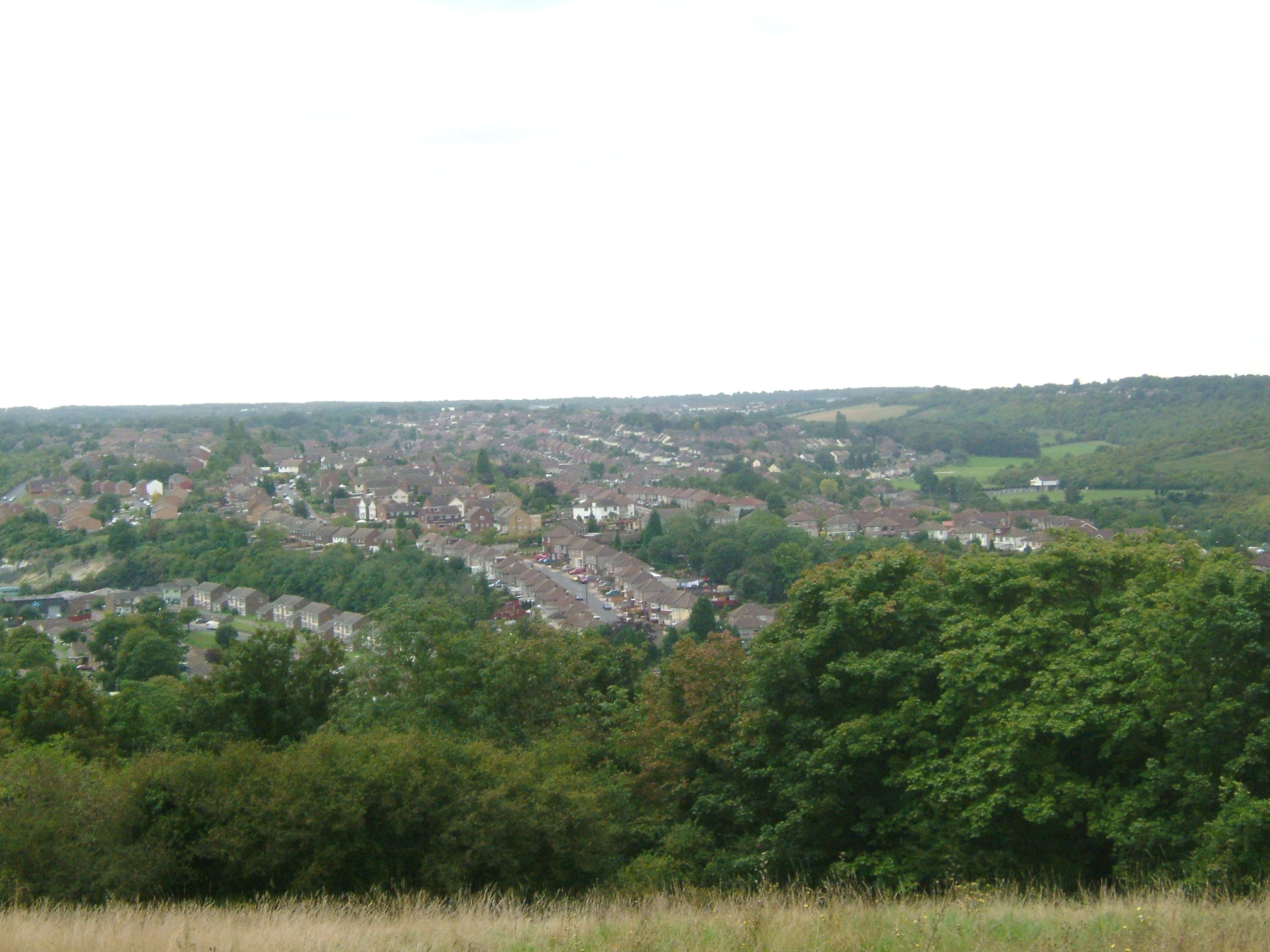
(3) Luton Valley, depuis le coteau des Darland Banks

Jusqu'en 1900, les faubourgs sud de Chatham étaient presque entièrement ruraux : c'était un ensemble de fermes entourées de bois. Le quartier de Walderslade vit le jour lorsqu'un promoteur s'avisa de bâtir un premier lotissement au lieu-dit Walderslade Bottoms.

## Monuments

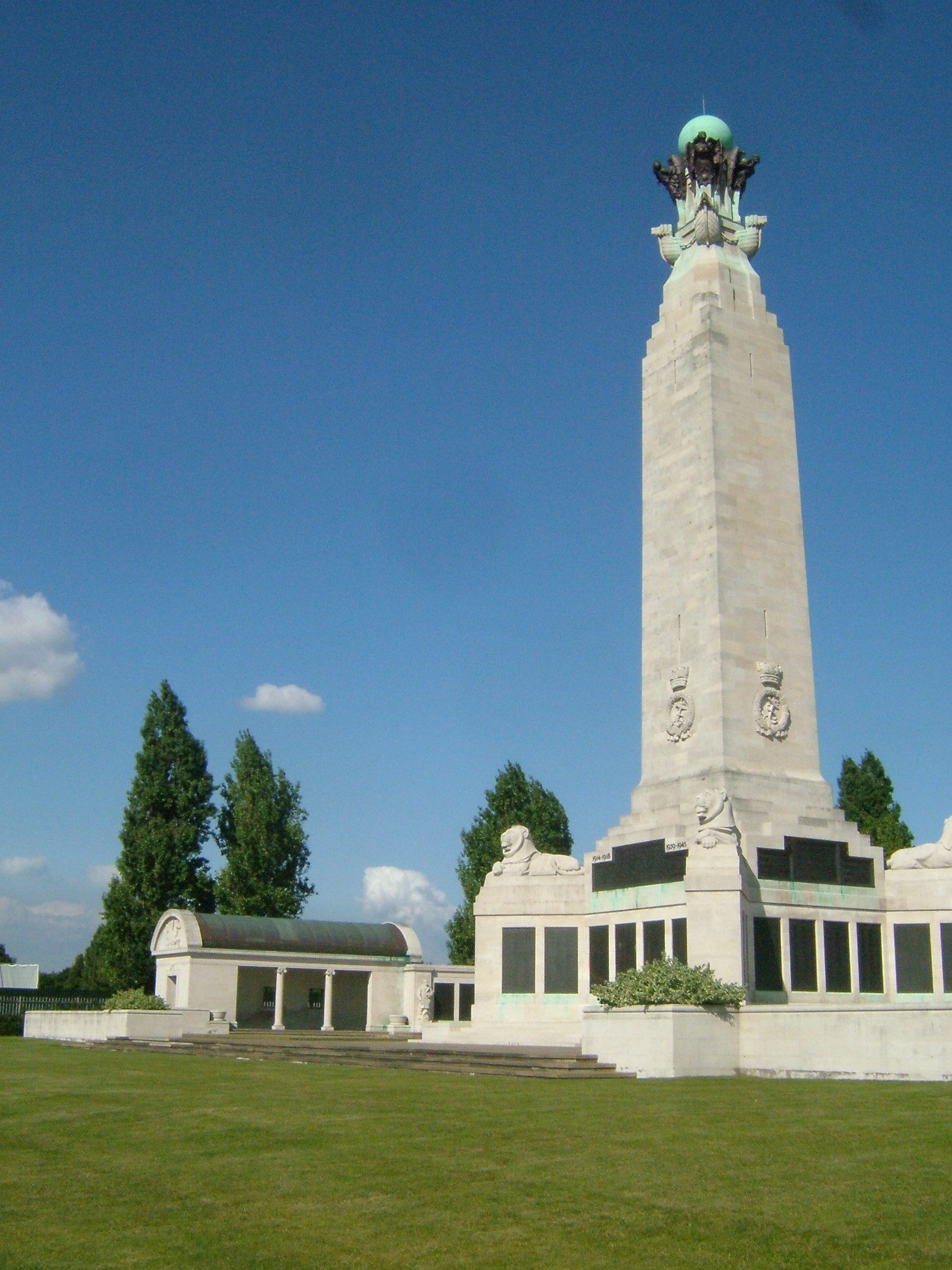
Le Chatham Naval Memorial

Le Chatham Naval Memorial (en) rend hommage aux 18 500 marins de la Royal Navy qui sont tombés lors des deux guerres mondiales. Il se dresse au milieu de l'enceinte fortifiée des Great Lines entre Chatham et Gillingham. L’hôtel de ville, Chatham Town Hall, a été construit en 1900 ; il se trouve dans le quartier de The Brook, et son architecture est remarquable. Il joue aujourd'hui le rôle de centre artistique de l'agglomération de la Medway. En 1996, il est devenu le Brook Theatre. Le Pentagon Centre, qui englobe la gare routière de Chatham, se trouve dans le centre-ville.

## Culture
Sur le plan culturel, Chatham a donné naissance à plusieurs mouvements de littérature, d'art et de musique. Dans la période de 1977 à 1982, le Medway Delta Sound a émergé. Le terme a été inventé comme une blague par le peintre et musicien Billy Childish de Chatham, né après le label de disque de Medway de Russ Wilkins, Empire Records, a utilisé l'expression «du Medway Delta». Plusieurs groupes de Medway Delta ont acquis une reconnaissance internationale, notamment The Milkshakes, The Prisoners (voir aussi James Taylor Quartet), The Daggermen, The Dentists, Christopher Broderick et The Singing Loins. Au milieu et à la fin des années 1980, une scène de groupes indépendants plus contemporains émergea, centrée sur le pub de Churchill, et s'organisa au sein de la Medway Bands Co-operative. 
De l'Institut d'Art et de Design de Kent (KIAD), maintenant l'Université pour les Arts Créatifs (UCA) est venu le groupe connu comme Wang Chung. Le chanteur et guitariste de Wang Chung, Jeremy Ryder, mieux connu sous le nom de Jack Hues, a assisté à KIAD. Alan Denman, qui était un conférencier bien établi au KIAD, a formé l'Electronic Town en tant que mouvement de théâtre urbain dans les Medway Towns en 1984. Alan Denman a également aidé à former The Medway Poets avec Billy Childish, Robert Earl, Bill Lewis et Sexton Ming. Charles Thomson. Les Poètes de Medway se rencontraient régulièrement à la taverne de chemin de fer qui était connue sous le nom de York durant la période de 1974 à 1985 dans la rue Ordnance à Chatham. Donc, Chatham a eu un fort héritage d'arts musicaux et créatifs qui était centré sur des groupes locaux, dont beaucoup faisaient partie de KIAD. Sexton Ming a ensuite créé le mouvement artistique connu sous le nom de Stuckism en 1999. [la citation nécessaire]

## Sport
Le club de football Association de la ville, Chatham Town F.C., joue dans la Ligue Isthmian Division One South. Lordswood F.C. jouer dans la Southern Counties East League. Le défunt Chatham Excelsior F.C. a été l'un des pionniers du football dans le sud de l'Angleterre. [31] Côté de la ligue de football Gillingham F.C. sont considérés comme représentant Medway dans son ensemble. [la citation nécessaire] Holcombe Hockey Club est l'un des plus grands dans le pays et est basé à Chatham. Le 1er XI des hommes fait partie de la Ligue de hockey de l'Angleterre. [32] 
Le cerf-volant est possible, en particulier le cerf-volant de puissance sur le parc patrimonial Great Lines (entre Gillingham et Chatham) et le parc de campagne de Capstone Farm [33]. 
Le ski est également possible près de Capstone Farm Country Park à Capstone Ski Slope et Snowboard Center.

## Infrastructures de transport
La Medway, abstraction faite des arsenaux de Chatham, a toujours joué un rôle considérable dans le transport de marchandises : historiquement, c'est par elle que l'on approvisionnait l’intérieur du Kent. La pierre à bâtir, le bois de charpente et le fer pour les constructions navales, et les produits agricoles étaient acheminés par bateau depuis le Weald. La jetée de Sun Pier à Chatham n'était qu'un quai parmi d'autres. Dès 1740, des barges de quarante tonneaux pouvaient remonter aussi loin en amont que Tonbridge. De nos jours, la navigation est limitée à la plaisance ; hormis la marina, plusieurs yachts sont amarrés le long des berges.
Le rôle de carrefour routier de Chatham remonte à la construction des plus anciennes voies romaines de Bretagne avec le tracé de Watling Street, qui desservait Chatham. Des octrois contrôlaient l'endroit, en sorte que le tronçon de Chatham à Canterbury était toujours payant en 1730 ; de même, la route de Chatham à Maidstone (aujourd'hui la voie A230) était aussi payante jusqu'en 1750. Le boulevard de High Street fut doublé en 1769 par la New Road (cf. illustration (1)) desservant les hauts de Star Hill à Rochester, jusqu'à la vallée de Chatham Hill à Luton Arches. Aussi bien, ces dispositions s'avérèrent inadéquates pour relier Londres aux ports de la Manche et le Medway Towns Bypass, c'est-à-dire l'autoroute M2 motorway, permit de contourner par le sud l'agglomération des Medway Towns.

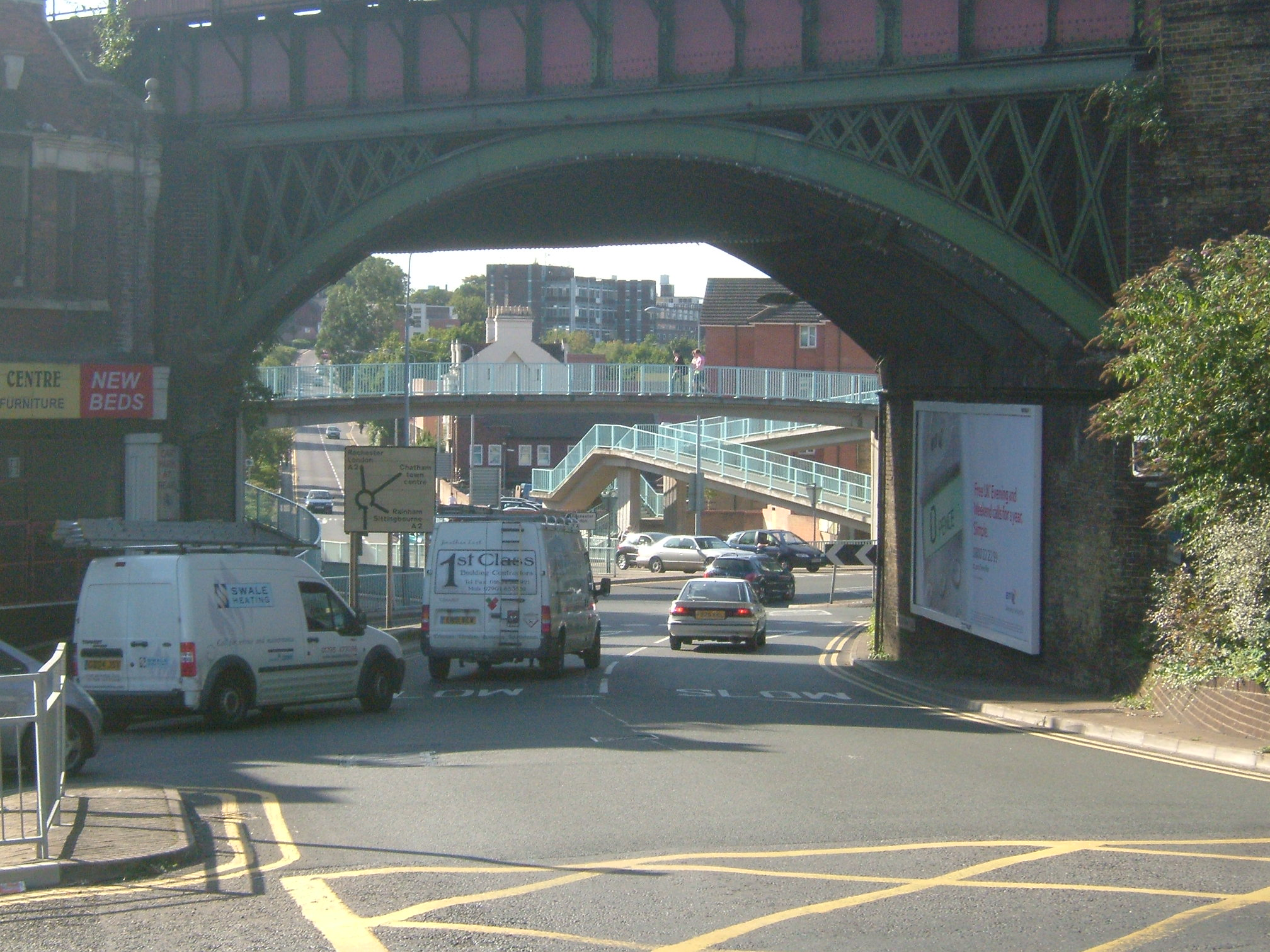
La voie de contournement A2 passe sous la passerelle piétonne des Luton Arches
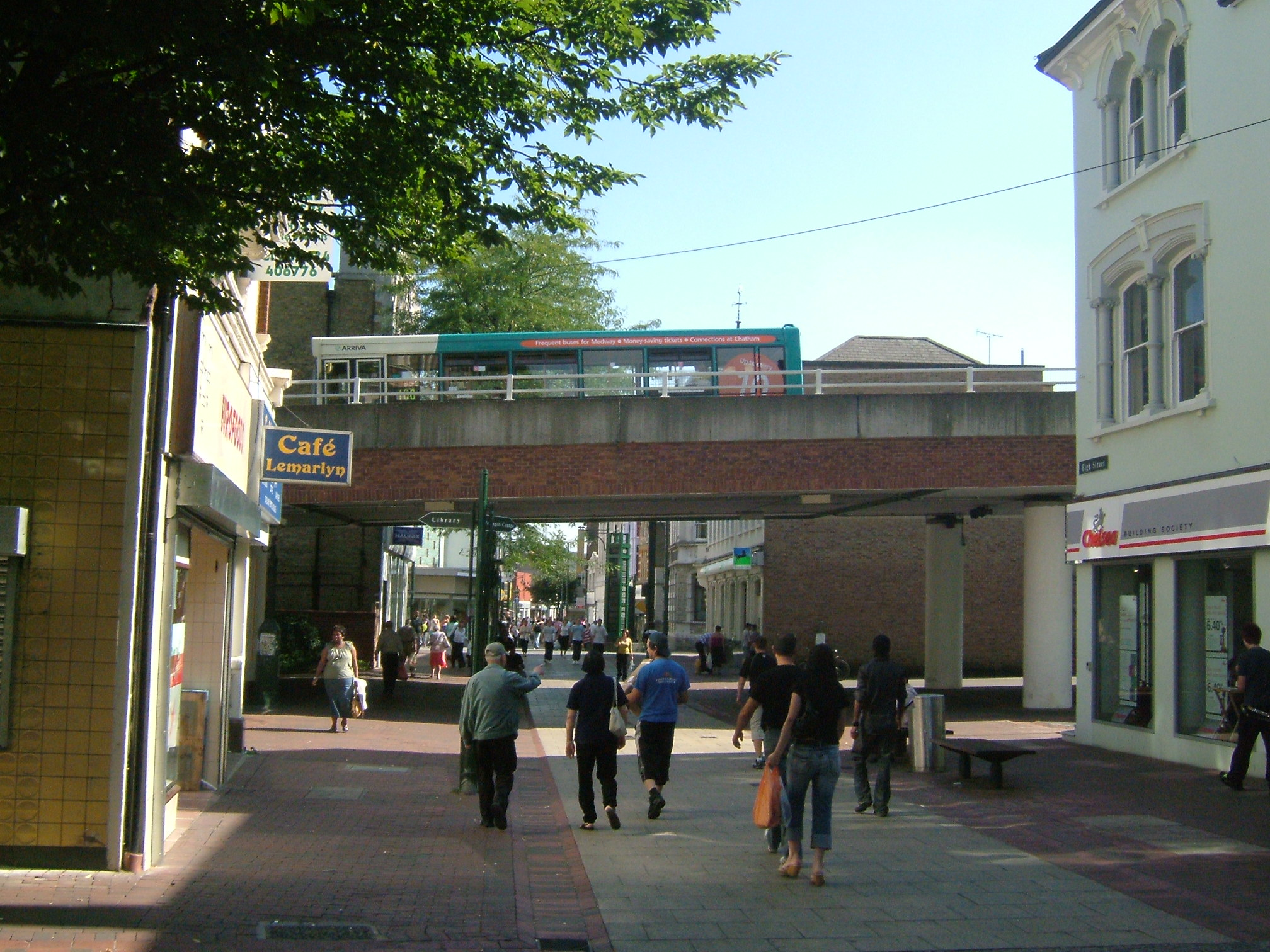
Le pont-route Sir John Hawkins désengorge le centre-ville depuis 1989
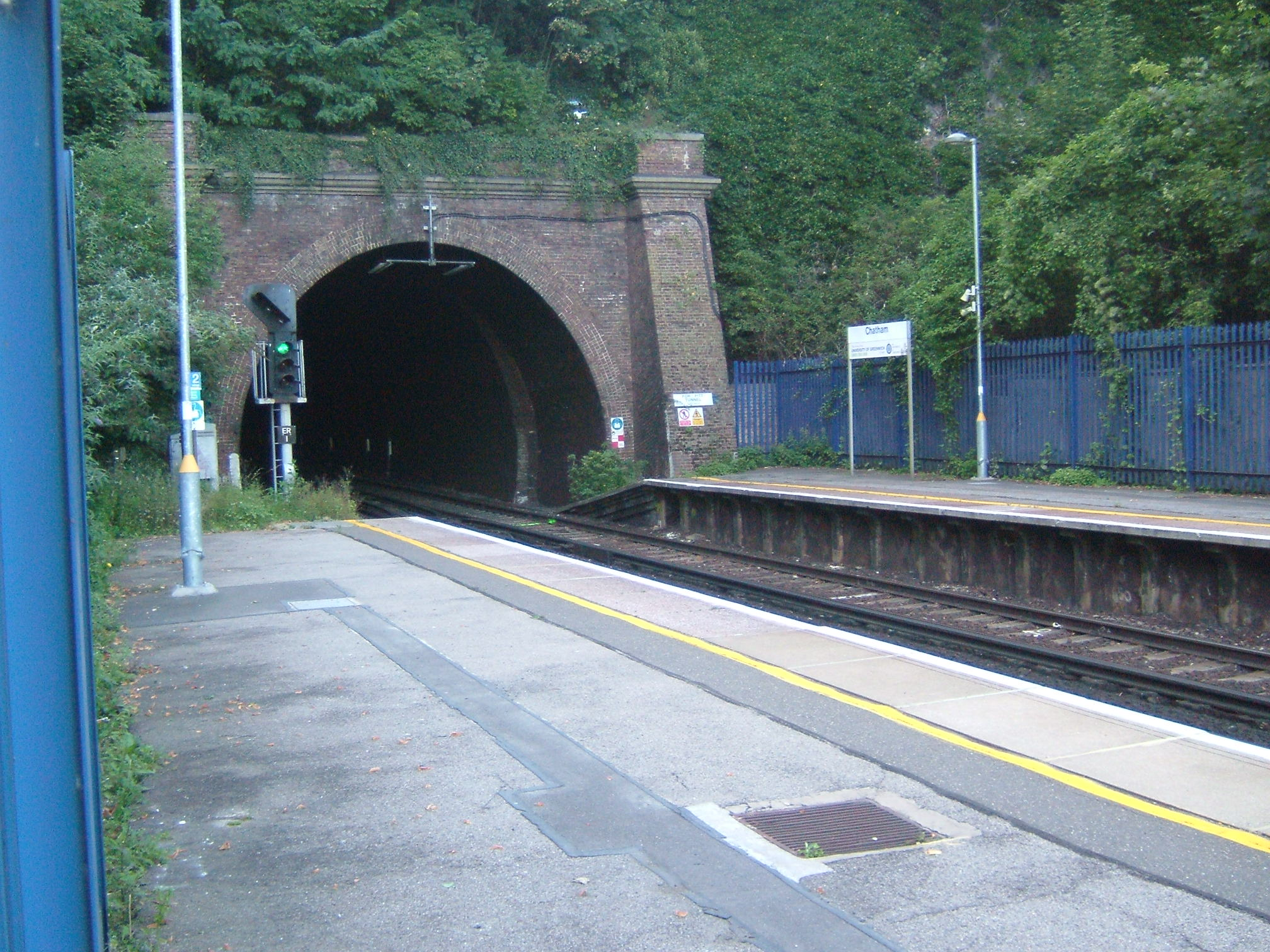
La gare de Chatham et le tunnel sous Fort Pitt

Chatham est le nœud routier des Medway Towns : le réseau routier a toujours été inadapté au trafic, malgré de multiples tentatives visant à remédier aux embouteillages. High Street a été rendue piétonnière, imposant le contournement par les véhicules. Les principales artères reliant l'est à l'ouest sont The Brook au nord et New Road au sud, mais l'ouverture de la gare routière du quartier de Pentagon a multiplié les embouteillages. Dans les années 1980, le centre-ville de Chatham a été réaménagé avec un périphérique intérieur (à sens unique). Ce dispositif a été complété par un pont-route, le Sir John Hawkins Flyover ouvert à la circulation en 1989, et enjambant High Street pour relier le nord et le sud de l'agglomération.
La gare ferroviaire de Chatham, ouverte en 1858, et desservie à la fois par la North Kent Line (en) et la Chatham Main Line (en), constitue l'échangeur entre les deux lignes. Elle se trouve à fond de vallée entre Fort Pitt et les tunnels de Chatham. La Gare Victoria (Londres) est ralliée à raison de quatre trains par heure, et la gare de Charing Cross à raison de deux trains à l’heure. La desserte de Victoria passe par Douvres et Ramsgate ; celle de Charing Cross a Gillingham pour terminus. Une partie des voies de chemin de fer qui desservaient naguère l'arsenal a été préservée et est toujours en activité dans le site du Chatham Historic Dockyard : les locomotives sont entretenues par l'association de North Kent Industrial Locomotive Society.

## Démographie
Chatham eut sa propre bourse au XIXe siècle et devint un arrondissement autonome (municipal borough) en 1890. Dès 1831 sa population dépassait 16 000 habitants, et elle atteignait 48 800 habitants en 1961. 81% des résidents sont blancs, et la minorité la plus grande est celui des noirs, à 6%, suivie par les asiatiques avec 5%.

## Économie
La fermeture de l'arsenal a bouleversé les statistiques de l'emploi, contraignant la ville à une reconversion.

## Religion
Au XIXe siècle, la paroisse de Chatham englobait Luton, Brompton et même Chatham Intra (le quartier au bord de la rivière alors administré par la ville de Rochester). L’église paroissiale de Chatham, Sainte-Marie, qui donnait sur Dock Road, dut être reconstruite en 1788. L’église Saint-Jean datait de 1821, mais a été remaniée en 1869, et déclassée en 1964. L’église de Saint-Paul sur New Road datait de 1854 ; jugée superflue en 1974, elle a été abattue. L’église Saint-Pierre de Troy Town date de 1860, l’église du Christ de Luton de 1843 (elle a été déplacée en 1884). L’église du Royal Dockyard (1806) a été jugée superflue en 1981.
L’église Saint-Michel est la seule église de culte catholique, elle date de 1863. Une chapelle unitarienne datant de 1861, y est attenante.
Chatham est d'après la tradition la première ville du nord-Kent à avoir hébergé une chapelle baptiste, La chapelle baptiste de Sion dans Clover Street. Son premier pasteur était Edward Morecock dans les années 1660. À l'époque de Cromwell, Morecock était un capitaine de marine et fut blessé au combat. Sa connaissance des chenaux de la Medway le sauva des persécutions qui suivirent sous le roi Charles II.
Vers 1700, on ouvrit une seconde chapelle baptiste. Quant à la Chapelle Ebenezer, elle date de 1662.
La synagogue du Chatham Memorial fut édifiée par Simon Magnus en 1867 au bout de la Rochester High Street à Chatham.

## Enseignement supérieur
La ville abritait naguère de grandes écoles militaires, comme la School of Military engineering et la première Army Medical School. Aujourd'hui, l’agglomération de la Medway bénéficie de plusieurs établissements universitaires :
- University of Greenwich at Medway
- University of Kent at Medway
- Canterbury Christchurch University[21]

## Célébrités
- William Pitt l'Ancien prit son titre de comte de cette ville.
- Charles Dickens y passa l'essentiel de son enfance, travaillant quelques années dans un entrepôt pour faire vivre sa mère et ses frères.
- Lieu de naissance de Kelly Brook, Lee Ryan, Joseph John Tucker et Neil Shipperley.